# Il papa di Hitler
Il papa di Hitler: La storia segreta di Pio XII è un libro pubblicato nel 1999 dal giornalista e scrittore britannico John Cornwell, che esamina le azioni di Eugenio Pacelli, poi Papa Pio XII, prima e durante l'era Nazista, ed esplora le cariche che ha assistito nella legittimazione del regime Nazista di Adolf Hitler in Germania, attraverso il Reichskonkordat, nel 1933. 